# Amanecer (Palma de Mallorca)
Amanecer es un barrio residencial perteneciente al distrito Norte de la ciudad de Palma de Mallorca, España.
Según la delimitación oficial del ayuntamiento, limita al norte con los barrios de La Indiotería y Secar de la Real; al este con s'Olivera y al oeste, con los barrios de Cas Capiscol y Campo Redondo. Está delimitado por las calles Alfonso el Magnánimo, San Francisco de Sales y la Vía de cintura.

## Transporte
En autobús queda conectado mediante las siguientes líneas de la EMT: 
| Línea | Trayecto                          | Recorrido | Frecuencia |
| ----- | --------------------------------- | --------- | ---------- |
| 11    | Vía Sindicato - La Indiotería     | Recorrido | 20 minutos |
| 12    | Son Sardina - Polígono de Levante | Recorrido | 15 minutos |